# Kurzawka oścista
Kurzawka oścista (Bovista limosa Rostr.) – gatunek grzybów z rodziny purchawkowatych (Lycoperdaceae).

## Systematyka i nazewnictwo
Pozycja w klasyfikacji według Index Fungorum: Bovista, Lycoperdaceae, Agaricales, Agaricomycetidae, Agaricomycetes, Agaricomycotina, Basidiomycota, Fungi.
Po raz pierwszy opisał go w 1894 r. Emil Rostrup wśród mchów na Grenlandii. Synonim: Lycoperdon limosum (Rostr.) Rauschert 1959.
Polską nazwę nadała Wanda Rudnicka-Jezierska w 1991 r.

## Morfologia
Bazydiokarp
Drobny, kulisty, o średnicy 0,5–1,5 cm, w podłożu silnie osadzony sznurowatą grzybnią. Powierzchnia u młodych okazów biała, potem ciemniejąca, na koniec ciemnobrązowa. Egzoperydium początkowo białe i gładkie, potem podzielone na poletka, szorstkie i otrębiaste z bardzo ostro zakończonymi, pojedynczymi, białawo połyskującymi stożkowatymi brodawkami. Endoperydium pergaminowate, gładkie, o barwie od czerwonawobrązowej do ciemnobrązowej. Bazydiokarp po dojrzeniu zarodników otwiera się na szczycie pierścieniowatym wklęśnięciem o średnicy około 2 mm, potem stożkowatym otworem o brzegach ząbkowanych i odwiniętych na zewnątrz.
Niedojrzała gleba jest oliwkowobrązowa, w stanie dojrzałym ma barwę od żółtej do umbrowobrązowej. Wysyp zarodników tej samej barwy co gleba. Podglebia brak.
Cechy mikroskopowe
Bazydiospory kuliste (3,5) 4-5,5 (6) µm, o powierzchni punktowanej do delikatnie brodawkowatej. Sterygmy o długości 5–10 µm, proste z niezbyt ostrymi końcami. Włośnia różnokształtna, w środkowej części typowa dla kurzawek, na końcach podobna do włośni purchawek, z nielicznymi pseudoseptami. Zbudowana jest z oddzielnych, długich i rozgałęzionych, cienkościennych, łamliwych, słabo pofalowanych strzępek bez jamek; jej główny pień ma średnicę 5,5–11 µm. Nibywłośnia w różnej ilości; czasem występuje skąpo, czasem obficie.
Gatunki podobne
Jest wiele podobnych kurzawek. Mikroskopowo kurzawka oścista odróżnia się falistą włośnią bez jamek i licznymi pseudoseptami.

## Występowanie i siedlisko
Kurzawka oścista występuje w Ameryce Północnej, Europie i Azji, podano też stanowiska w północnej części Ameryki Południowej. Brak jej w opracowanym w 2003 r. przez Władysława Wojewodę wykazie wielkoowocnikowych grzybów podstawkowych Polski, ale jej stanowiska podano w 2016 r. Znajduje się na liście gatunków zagrożonych i wartych objęcia ochroną.
Naziemny grzyb saprotroficzny. Występuje wśród traw i mchów na suchych siedliskach.